# 田山朔美
田山 朔美（たやま さくみ、1966年 - ）は、日本の小説家。宮崎県小林市出身、宮城県仙台市在住。藤女子短期大学英文科卒業。

## 略歴
- 2006年、「裏庭の穴」で第103回文學界新人賞受賞。

## 作品リスト
- 『霊降ろし』文藝春秋、2009
  - 「裏庭の穴」（『文學界』2006年12月号）